# Lijst van voetbalinterlands Guam - Nieuw-Caledonië
Deze lijst van voetbalinterlands geeft een overzicht van alle officiële voetbalwedstrijden tussen de nationale teams van Guam en Nieuw-Caledonië. De landen hebben tot op heden een keer tegen elkaar gespeeld. Dat was een vriendschappelijke wedstrijd op 30 augustus 2011 in Nouméa.

## Wedstrijden
| № | Plaats | Datum            | Competitie        | Wedstrijd              | Uitslag |
| - | ------ | ---------------- | ----------------- | ---------------------- | ------- |
| 1 | Nouméa | 30 augustus 2011 | Vriendschappelijk | Nieuw-Caledonië − Guam | 9 − 0   |

## Samenvatting
| Competitie        | Totaal gespeeld | Winst Guam | Gelijk | Winst Nw.-Caledonië | Doelsaldo Guam – Nw.-Caledonië |
| ----------------- | --------------- | ---------- | ------ | ------------------- | ------------------------------ |
| Vriendschappelijk | 1               | 0          | 0      | 1                   | 0 – 9                          |
| Totaal            | 1               | 0          | 0      | 1                   | 0 – 9                          |

GFA ·
Bondscoaches ·
Topscorers · 
Guamees vrouwenvoetbalelftal ·
Guam U21
Amerikaans-Samoa ·
Aruba ·
Australië ·
Bangladesh ·
Bhutan ·
Cambodja ·
China ·
Filipijnen ·
Hongkong ·
India ·
Iran ·
Laos ·
Macau ·
Malediven ·
Mongolië ·
Myanmar ·
Nieuw-Caledonië ·
Noord-Korea ·
Oman ·
Pakistan ·
Palestina ·
Salomonseilanden ·
Singapore ·
Sri Lanka ·
Syrië ·
Tadzjikistan ·
Taiwan ·
Turkmenistan ·
Vanuatu ·
Vietnam ·
Zuid-Korea
FCF · A-internationals ·
Nieuw-Caledonisch vrouwenelftal
2000 – 2009 ·
2010 – 2019 ·
2020 − 2029
Amerikaans-Samoa ·
Australië ·
Bulgarije ·
Cookeilanden ·
Estland ·
Fiji ·
Guadeloupe ·
Guam ·
Martinique ·
Mauritius ·
Nieuw-Zeeland ·
Papoea-Nieuw-Guinea ·
Salomonseilanden ·
Samoa ·
Tahiti ·
Tonga ·
Vanuatu ·